# Syzygium burkillianum
Syzygium burkillianum är en myrtenväxtart som först beskrevs av George King, och fick sitt nu gällande namn av Ian Mark Turner. Syzygium burkillianum ingår i släktet Syzygium och familjen myrtenväxter. IUCN kategoriserar arten globalt som sårbar. Inga underarter finns listade i Catalogue of Life.